# Mallobaudes (tribunus)
Mallobaudes war ein spätantiker römischer Offizier unter Kaiser Constantius II.
Mallobaudes gehörte zu der ersten Gruppe fränkischer Militärs, die im römischen Heer so weit aufstiegen, dass sie in den römischen Quellen auftauchen, genauer bei Ammianus Marcellinus. Dort ist Mallobaudes in den Jahren 354 und 355 als tribunus scholae armaturarum am Hof Kaiser Constantius’ II. bezeugt. Dort hatte sich eine ganze Gruppe fränkischer Offiziere etabliert, zu denen der magister militum (Heermeister) Silvanus, der protector domesticus Teutomeres und der tribunus scutariorum Malarich gehörten.
354 wurde Mallobaudes gemeinsam mit dem Kämmerer Eusebius und dem notarius Pentadius nach Pula gesandt, wo sie das Verfahren gegen den Unterkaiser Constantius Gallus führten, dem eine Verschwörung vorgeworfen wurde. Gallus wurde hingerichtet. Als tribunus armaturarum der römischen Armee in Gallien war Mallobaudes ab 354 ein wichtiger Verbündeter des Heermeisters Silvanus und bildete gemeinsam mit anderen Franken ein wichtiges Machtzentrum am Hof Kaiser Constantius’ II. Als Silvanus am Hof des Kaisers in Mailand beschuldigt wurde, eine Usurpation zu planen, setzte sich Mallobaudes gemeinsam mit Malarich für ihn ein, geriet dabei zeitweise auch selbst in Bedrängnis, konnte sich aber gemeinsam mit den anderen Franken durchsetzen und behielt seine Machtposition. Silvanus jedoch, mittlerweile stark verunsichert, wagte schließlich tatsächlich eine Usurpation und wurde schon nach kurzer Zeit beseitigt.
Ob er mit dem Mallobaudes identisch ist, der von Gratian zum comes domesticorum, zum Kommandanten einer der kaiserlichen Gardeeinheiten, ernannt wurde, ist umstritten, gilt aber aufgrund des zeitlichen Abstandes als eher unwahrscheinlich.